# Großer Preis von Italien 1979
Der Große Preis von Italien 1979 (offiziell L Gran Premio d’Italia) fand am 9. September auf dem Autodromo Nazionale di Monza in Monza statt und war das 13. Rennen der Automobil-Weltmeisterschaft 1979.

## Berichte

### Hintergrund
Das Alfa-Romeo-Werksteam Autodelta kehrte rechtzeitig zum Heim-Grand-Prix ins Teilnehmerfeld zurück. Als zweiter Fahrer wurde Vittorio Brambilla engagiert, um den Alfa Romeo 177 zu pilotieren. Stammfahrer Bruno Giacomelli steuerte derweil erstmals den neuen 179.
Bei Ensign Racing wurde Patrick Gaillard durch den Formel-1-Debütanten Marc Surer ersetzt. Héctor Rebaque, der sein Team zuvor stets als Lotus-Kundenteam betrieben hatte, setzte erstmals einen eigenen Wagen mit der Bezeichnung Rebaque HR100 ein.

### Training
Auf der Hochgeschwindigkeitsstrecke von Monza erreichten die turbogetriebenen Renault durch ihren Leistungsvorteil die Startplätze eins und zwei, wobei Jean-Pierre Jabouille gegenüber seinem Teamkollegen René Arnoux um rund 1,2 Zehntelsekunden schneller war. Die beiden Reihen dahinter setzten sich jeweils aus einem Ferrari- und einem Williams-Piloten zusammen, und zwar aus Jody Scheckter und Alan Jones sowie Gilles Villeneuve und Clay Regazzoni.
Aufgrund des im Vergleich zu den vorangegangenen Rennen vergrößerten Teilnehmerfeldes scheiterten vier Piloten an der Qualifikation für einen der 24 Startplätze.

### Rennen
Da die Renault am Start wie üblich durch das sogenannte Turboloch behindert wurden, übernahm Scheckter im Ferrari 312T4 die Führung. Hinter Arnoux und Villeneuve folgte Jacques Laffite nach einem guten Start auf Rang vier, während Jones ans Ende des Feldes zurückfiel.
In der zweiten Runde übernahm Arnoux die Führung von Scheckter, konnte sich jedoch fortan nicht von seinen vier direkten Verfolgern absetzen. Erst zwischen dem Fünftplatzierten Jabouille und dem Sechstplatzierten Regazzoni tat sich eine kleine Lücke auf.
In der 13. Runde fiel Arnoux aufgrund von Fehlzündungen aus der Spitzengruppe heraus und musste eine Runde später aufgeben. Nachdem auch Jabouille und Laffite aufgrund technischer Schwierigkeiten ausgeschieden waren, belegte Regazzoni letztlich den dritten Platz hinter den beiden Ferrari-Piloten, die mit einem Doppelsieg beim Ferrari-Heimrennen neben dem Konstrukteurstitel auch den Fahrer-Weltmeistertitel für Scheckter sicherstellten. Die weiteren WM-Punkte des Tages sicherten sich Niki Lauda, Mario Andretti und Jean-Pierre Jarier.
Mit dem Gewinn der Weltmeisterschaft war Scheckter auf dem Höhepunkt seiner Karriere angelangt. Er erreichte danach weder einen weiteren Sieg noch eine weitere Podiumsplatzierung.

## Meldeliste
| Team                          | Nr. | Fahrer                | Chassis        | Motor                     | Reifen |
| ----------------------------- | --- | --------------------- | -------------- | ------------------------- | ------ |
| Martini Racing Team Lotus     | 01  | Mario Andretti        | Lotus 79       | Ford Cosworth DFV 3.0 V8  | G      |
| Martini Racing Team Lotus     | 02  | Carlos Reutemann      | Lotus 79       | Ford Cosworth DFV 3.0 V8  | G      |
| Candy Tyrrell Team            | 03  | Didier Pironi         | Tyrrell 009    | Ford Cosworth DFV 3.0 V8  | G      |
| Candy Tyrrell Team            | 04  | Jean-Pierre Jarier    | Tyrrell 009    | Ford Cosworth DFV 3.0 V8  | G      |
| Parmalat Racing Team          | 05  | Niki Lauda            | Brabham BT48   | Alfa Romeo 1260 3.0 V12   | G      |
| Parmalat Racing Team          | 06  | Nelson Piquet         | Brabham BT48   | Alfa Romeo 1260 3.0 V12   | G      |
| Marlboro Team McLaren         | 07  | John Watson           | McLaren M29    | Ford Cosworth DFV 3.0 V8  | G      |
| Marlboro Team McLaren         | 08  | Patrick Tambay        | McLaren M29    | Ford Cosworth DFV 3.0 V8  | G      |
| ATS Wheels                    | 09  | Hans-Joachim Stuck    | ATS D3         | Ford Cosworth DFV 3.0 V8  | G      |
| Scuderia Ferrari SpA SEFAC    | 11  | Jody Scheckter        | Ferrari 312T4  | Ferrari 015 3.0 F12       | M      |
| Scuderia Ferrari SpA SEFAC    | 12  | Gilles Villeneuve     | Ferrari 312T4B | Ferrari 015 3.0 F12       | M      |
| Fittipaldi Automotive         | 14  | Emerson Fittipaldi    | Fittipaldi F6A | Ford Cosworth DFV 3.0 V8  | G      |
| Équipe Renault Elf            | 15  | Jean-Pierre Jabouille | Renault RS10   | Renault EF1 1.5 V6t       | M      |
| Équipe Renault Elf            | 16  | René Arnoux           | Renault RS10   | Renault EF1 1.5 V6t       | M      |
| Samson Shadow Racing Team     | 17  | Jan Lammers           | Shadow DN9     | Ford Cosworth DFV 3.0 V8  | G      |
| Interscope Shadow Racing Team | 18  | Elio de Angelis       | Shadow DN9     | Ford Cosworth DFV 3.0 V8  | G      |
| Olympus Cameras Wolf Racing   | 20  | Keke Rosberg          | Wolf WR8       | Ford Cosworth DFV 3.0 V8  | G      |
| Team Ensign                   | 22  | Marc Surer            | Ensign N179    | Ford Cosworth DFV 3.0 V8  | G      |
| Team Merzario                 | 24  | Arturo Merzario       | Merzario A4    | Ford Cosworth DFV 3.0 V8  | G      |
| Ligier Gitanes                | 25  | Jacky Ickx            | Ligier JS11    | Ford Cosworth DFV 3.0 V8  | G      |
| Ligier Gitanes                | 26  | Jacques Laffite       | Ligier JS11    | Ford Cosworth DFV 3.0 V8  | G      |
| Albilad-Saudia Racing Team    | 27  | Alan Jones            | Williams FW07  | Ford Cosworth DFV 3.0 V8  | G      |
| Albilad-Saudia Racing Team    | 28  | Clay Regazzoni        | Williams FW07  | Ford Cosworth DFV 3.0 V8  | G      |
| Warsteiner Arrows Racing Team | 29  | Riccardo Patrese      | Arrows A2      | Ford Cosworth DFV 3.0 V8  | G      |
| Warsteiner Arrows Racing Team | 30  | Jochen Mass           | Arrows A2      | Ford Cosworth DFV 3.0 V8  | G      |
| Team Rebaque                  | 31  | Héctor Rebaque        | Rebaque HR100  | Ford Cosworth DFV 3.0 V8  | G      |
| Autodelta                     | 35  | Bruno Giacomelli      | Alfa Romeo 179 | Alfa Romeo 1260 3.0 V12   | G      |
| Autodelta                     | 36  | Vittorio Brambilla    | Alfa Romeo 177 | Alfa Romeo 115-12 3.0 F12 | G      |

## Klassifikationen

### Startaufstellung
| Pos. | Fahrer                | Konstrukteur       | Zeit     | Ø-Geschwindigkeit | Start |
| ---- | --------------------- | ------------------ | -------- | ----------------- | ----- |
| 01   | Jean-Pierre Jabouille | Renault            | 1:34,580 | 220,765 km/h      | 01    |
| 02   | René Arnoux           | Renault            | 1:34,704 | 220,476 km/h      | 02    |
| 03   | Jody Scheckter        | Ferrari            | 1:34,830 | 220,183 km/h      | 03    |
| 04   | Alan Jones            | Williams-Ford      | 1:34,914 | 219,989 km/h      | 04    |
| 05   | Gilles Villeneuve     | Ferrari            | 1:34,989 | 219,815 km/h      | 05    |
| 06   | Clay Regazzoni        | Williams-Ford      | 1:35,333 | 219,022 km/h      | 06    |
| 07   | Jacques Laffite       | Ligier-Ford        | 1:35,443 | 218,769 km/h      | 07    |
| 08   | Nelson Piquet         | Brabham-Alfa Romeo | 1:35,587 | 218,440 km/h      | 08    |
| 09   | Niki Lauda            | Brabham-Alfa Romeo | 1:36,219 | 217,005 km/h      | 09    |
| 10   | Mario Andretti        | Lotus-Ford         | 1:36,655 | 216,026 km/h      | 10    |
| 11   | Jacky Ickx            | Ligier-Ford        | 1:37,114 | 215,005 km/h      | 11    |
| 12   | Didier Pironi         | Tyrrell-Ford       | 1:37,181 | 214,857 km/h      | 12    |
| 13   | Carlos Reutemann      | Lotus-Ford         | 1:37,202 | 214,810 km/h      | 13    |
| 14   | Patrick Tambay        | McLaren-Ford       | 1:37,231 | 214,746 km/h      | 14    |
| 15   | Hans-Joachim Stuck    | ATS-Ford           | 1:37,297 | 214,601 km/h      | 15    |
| 16   | Jean-Pierre Jarier    | Tyrrell-Ford       | 1:37,581 | 213,976 km/h      | 16    |
| 17   | Riccardo Patrese      | Arrows-Ford        | 1:37,674 | 213,772 km/h      | 17    |
| 18   | Bruno Giacomelli      | Alfa Romeo         | 1:38,053 | 212,946 km/h      | 18    |
| 19   | John Watson           | McLaren-Ford       | 1:38,093 | 212,859 km/h      | 19    |
| 20   | Emerson Fittipaldi    | Fittipaldi-Ford    | 1:38,136 | 212,766 km/h      | 20    |
| 21   | Jochen Mass           | Arrows-Ford        | 1:38,163 | 212,707 km/h      | 21    |
| 22   | Vittorio Brambilla    | Alfa Romeo         | 1:38,601 | 211,763 km/h      | 22    |
| 23   | Keke Rosberg          | Wolf-Ford          | 1:38,854 | 211,221 km/h      | 23    |
| 24   | Elio de Angelis       | Shadow-Ford        | 1:39,149 | 210,592 km/h      | 24    |
| DNQ  | Jan Lammers           | Shadow-Ford        | 1:39,313 | 210,244 km/h      | –     |
| DNQ  | Marc Surer            | Ensign-Ford        | 1:40,821 | 207,100 km/h      | –     |
| DNQ  | Arturo Merzario       | Merzario-Ford      | 1:42,002 | 204,702 km/h      | –     |
| DNQ  | Héctor Rebaque        | Rebaque-Ford       | 1:42,769 | 203,174 km/h      | –     |

### Rennen
| Pos. | Fahrer                | Konstrukteur       | Runden | Stopps | Zeit       | Start | Schnellste Runde |
| ---- | --------------------- | ------------------ | ------ | ------ | ---------- | ----- | ---------------- |
| 01   | Jody Scheckter        | Ferrari            | 50     | 0      | 1:22:00,22 | 03    | 1:37,20          |
| 02   | Gilles Villeneuve     | Ferrari            | 50     | 0      | + 0,46     | 05    | 1:37,03          |
| 03   | Clay Regazzoni        | Williams-Ford      | 50     | 0      | + 4,78     | 06    | 1:35,60 (46.)    |
| 04   | Niki Lauda            | Brabham-Alfa Romeo | 50     | 0      | + 54,40    | 09    | 1:37,14          |
| 05   | Mario Andretti        | Lotus-Ford         | 50     | 0      | + 59,70    | 10    | 1:37,15          |
| 06   | Jean-Pierre Jarier    | Tyrrell-Ford       | 50     | 0      | + 1:01,55  | 16    | 1:37,43          |
| 07   | Carlos Reutemann      | Lotus-Ford         | 50     | 0      | + 1:24,14  | 13    | 1:37,77          |
| 08   | Emerson Fittipaldi    | Fittipaldi-Ford    | 49     | 0      | + 1 Runde  | 20    | 1:37,58          |
| 09   | Alan Jones            | Williams-Ford      | 49     | 1      | + 1 Runde  | 04    | 1:36,21          |
| 10   | Didier Pironi         | Tyrrell-Ford       | 49     | 0      | + 1 Runde  | 12    | 1:37,52          |
| 11   | Hans-Joachim Stuck    | ATS-Ford           | 49     | 0      | + 1 Runde  | 15    | 1:40,20          |
| 12   | Vittorio Brambilla    | Alfa Romeo         | 49     | 0      | + 1 Runde  | 22    | 1:39,65          |
| 13   | Riccardo Patrese      | Arrows-Ford        | 47     | 0      | DNF        | 17    | 1:38,69          |
| 14   | Jean-Pierre Jabouille | Renault            | 45     | 0      | DNF        | 01    | 1:36,99          |
| –    | Jacques Laffite       | Ligier-Ford        | 42     | 0      | DNF        | 07    | 1:37,56          |
| –    | Keke Rosberg          | Wolf-Ford          | 41     | 0      | DNF        | 23    | 1:40,86          |
| –    | Jacky Ickx            | Ligier-Ford        | 40     | 0      | DNF        | 11    | 1:38,20          |
| –    | Elio de Angelis       | Shadow-Ford        | 34     | 1      | DNF        | 24    | 1:39,65          |
| –    | Bruno Giacomelli      | Alfa Romeo         | 28     | 0      | DNF        | 18    | 1:38,09          |
| –    | René Arnoux           | Renault            | 14     | 0      | DNF        | 02    | 1:38,35          |
| –    | John Watson           | McLaren-Ford       | 13     | 0      | DNF        | 19    | 1:38,96          |
| –    | Patrick Tambay        | McLaren-Ford       | 3      | 0      | DNF        | 14    | 1:41,23          |
| –    | Jochen Mass           | Arrows-Ford        | 2      | 1      | DNF        | 21    | 1:48,27          |
| –    | Nelson Piquet         | Brabham-Alfa Romeo | 1      | 0      | DNF        | 08    | 1:50,16          |

## WM-Stände nach dem Rennen
Die ersten sechs des Rennens bekamen 9, 6, 4, 3, 2 bzw. 1 Punkt(e). Es zählten nur die besten vier Ergebnisse aus den ersten sieben Rennen und die besten vier Ergebnisse aus den letzten acht Rennen. In der Konstrukteurswertung wurden alle Resultate gewertet. Streichresultate sind in Klammern gesetzt.

### Fahrerwertung
| Pos. | Fahrer                | Konstrukteur       | Punkte  |
| ---- | --------------------- | ------------------ | ------- |
| 01   | Jody Scheckter        | Ferrari            | 51 (57) |
| 02   | Gilles Villeneuve     | Ferrari            | 38      |
| 03   | Jacques Laffite       | Ligier-Ford        | 36      |
| 04   | Alan Jones            | Williams-Ford      | 34      |
| 05   | Clay Regazzoni        | Williams-Ford      | 27 (28) |
| 06   | Patrick Depailler     | Ligier-Ford        | 20 (22) |
| 07   | Carlos Reutemann      | Lotus-Ford         | 20 (25) |
| 08   | Mario Andretti        | Lotus-Ford         | 14      |
| 09   | Jean-Pierre Jarier    | Tyrrell-Ford       | 14      |
| 10   | John Watson           | McLaren-Ford       | 13      |
| 11   | René Arnoux           | Renault            | 11      |
| 12   | Jean-Pierre Jabouille | Renault            | 9       |
| 13   | Didier Pironi         | Tyrrell-Ford       | 8       |
| 14   | Niki Lauda            | Brabham-Alfa Romeo | 4       |
| 15   | Nelson Piquet         | Brabham-Alfa Romeo | 3       |
| 16   | Jacky Ickx            | Ligier-Ford        | 3       |

| Pos. | Fahrer             | Konstrukteur               | Punkte |
| ---- | ------------------ | -------------------------- | ------ |
| 17   | Jochen Mass        | Arrows-Ford                | 3      |
| 18   | Riccardo Patrese   | Arrows-Ford                | 2      |
| 19   | Emerson Fittipaldi | Fittipaldi-Ford            | 1      |
| 20   | Elio de Angelis    | Shadow-Ford                | 0      |
| 21   | Héctor Rebaque     | Lotus-Ford                 | 0      |
| 22   | Patrick Tambay     | McLaren-Ford               | 0      |
| 23   | Geoff Lees         | Tyrrell-Ford               | 0      |
| 24   | Hans-Joachim Stuck | ATS-Ford                   | 0      |
| 25   | Derek Daly         | Ensign-Ford / Tyrrell-Ford | 0      |
| 26   | James Hunt         | Wolf-Ford                  | 0      |
| 27   | Keke Rosberg       | Wolf-Ford                  | 0      |
| 28   | Vittorio Brambilla | Alfa Romeo                 | 0      |
| 29   | Jan Lammers        | Shadow-Ford                | 0      |
| 30   | Patrick Gaillard   | Ensign-Ford                | 0      |
| 31   | Bruno Giacomelli   | Alfa Romeo                 | 0      |
| –    | Arturo Merzario    | Merzario-Ford              | 0      |

### Konstrukteurswertung
| Pos. | Konstrukteur       | Punkte |
| ---- | ------------------ | ------ |
| 01   | Ferrari            | 95     |
| 02   | Williams-Ford      | 62     |
| 03   | Ligier-Ford        | 61     |
| 04   | Lotus-Ford         | 39     |
| 05   | Tyrrell-Ford       | 22     |
| 06   | Renault            | 20     |
| 07   | McLaren-Ford       | 13     |
| 08   | Brabham-Alfa Romeo | 7      |

| Pos. | Konstrukteur    | Punkte |
| ---- | --------------- | ------ |
| 09   | Arrows-Ford     | 5      |
| 10   | Fittipaldi-Ford | 1      |
| 11   | Shadow-Ford     | 0      |
| 12   | ATS-Ford        | 0      |
| 13   | Wolf-Ford       | 0      |
| 14   | Ensign-Ford     | 0      |
| 15   | Alfa Romeo      | 0      |
| –    | Merzario-Ford   | 0      |